# Bob Valentine
Robert Bonar Valentine (Dundee; 10 de mayo de 1939), más conocido como Bob Valentine, es un exárbitro de fútbol de Escocia.

## Trayectoria
Es conocido principalmente por arbitrar dos partidos en la Copa del Mundo de 1982 en España: la infame "Vergüenza de Gijón" entre Alemania Occidental y Austria, y el partido de segunda ronda entre Polonia y la Unión Soviética.
También arbitró el partido Eurocopa 1984 entre Francia y Bélgica en el Stade de la Beaujoire en Nantes, y el partido Euro 1988 entre Alemania Occidental y Dinamarca en el Parkstadion en Gelsenkirchen. Después de su retiro, se convirtió en el Jefe de Arbitraje de la Asociación Escocesa de Fútbol.